# Al Muzairiaa
Al Muzairiaa e' un villaggio palestinese situato a circa 16 km a nord-est della città di Ramla. Si trova sul lato orientale della strada per Beit Nabala - Majdal al-Sadiq (Elia), la principale strada lastricata costiera che porta a Giaffa a ovest e Haifa a nord. È collegato ai vicini villaggi di Qula, Rantia, Rantis e Al-Tira da strade e sentieri asfaltati, e la ferrovia Lydda - Haifa si trova a un chilometro a ovest.
Al Muzairiaa sorse su un'area pianeggiante all'estremità orientale della pianura costiera centrale, a circa 115 m sul livello del mare. Wadi Al-Sahouri passa dalla sua estremità meridionale, che lo separa dal villaggio di Qula, situato a un chilometro a sud di Al-Muzayra'a. La pianura che si estende nelle sue terre orientali è conosciuta come Marj al-Ubaid.

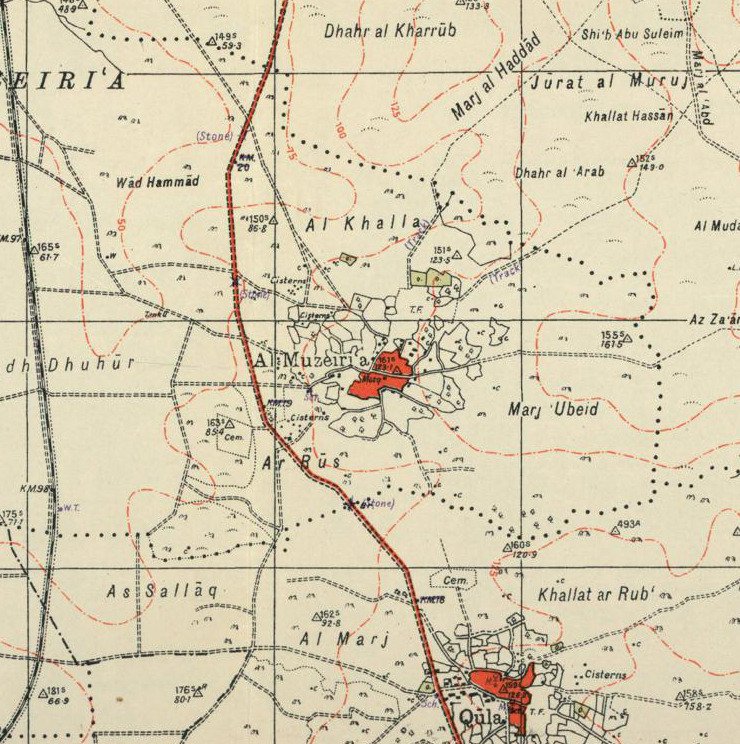
Una mappa degli anni '40 dell'area di al Muzayriaa. Questa mappa fa parte di una serie di mappe storiche utilizzate per confrontare la stessa area, in varie epoche.

Il villaggio di Al Muzairiaa è moderno, risale a circa due secoli fa, quando la famiglia Rumaih (Al-Ramahi), la più antica dei suoi abitanti, proveniva da Deir Ghasana. È uno di una serie di villaggi palestinesi lungo il bordo orientale della pianura costiera centrale vicino alla depressione occidentale delle alture di Ramallah. Un gruppo di questi villaggi sono conosciuti dai gruppi etnici perché si trovano alla fine della pianura e all'inizio della montagna, tra cui Al-Muzayra'a, Qula, Al-Tira, Al-Hadith*, Deir Tarif*, Beit Nabala, Majdal Al-Sadiq (Elia) e Kafr Qasim.
La maggior parte delle case nel villaggio di Al Muzairiaa sono costruite con il fango. La sua pianta assumeva la forma di una stella, in cui gli edifici si estendevano a forma di assi lungo i sentieri che uscivano dal paese e si dirigevano verso i paesi limitrofi. L'area del villaggio ha raggiunto i 25 dunum a seguito della sua estensione urbana verso sud-ovest e nord-est. Comprendeva al suo centro un piccolo mercato, una moschea e una scuola elementare fondata nel 1919. Il villaggio utilizza un pozzo situato a ovest di esso, la sua profondità è di 35 m. A causa dell'abbondanza della sua acqua, anche il vicino villaggio di Qula lo utilizzava. Nel 1948, gli abitanti del villaggio di Al-Muzayra'a costruirono una cisterna per fornire l'acqua alle loro case.
La popolazione di Al Muzairiaa era 578 nel 1922 e nel 1931 divenne 780 persone che vivevano in 186 case. La sua popolazione nel 1945 era stimata in 1.160 persone.
le organizzazioni sioniste occuparono il villaggio di Al-Muzayra'a nel 1948, espulsero i suoi abitanti e lo distrussero, quindi stabilirono la colonia "Mazor" sulle sue terre.
Al Muzairiaa è stato occupato nell'ambito dell'operazione Dani. Lo scrittore egiziano Mohamed Abdel Moneim afferma che fu occupato nel corso dell'operazione, il 12 luglio 1948; Le forze sioniste israeliane hanno lanciato un attacco a Ramla da tre assi. E l'unità che occupava il villaggio, secondo questa narrazione, è quella che ha attaccato Ramla da nord, invadendo Al Muzairiaa e il vicino villaggio di Qula. Per quanto riguarda la ((Storia della Guerra d'Indipendenza)), si ricorda che alcuni villaggi situati a sud di Al Muzairiaa (tra cui Qula, Ranteh e Wilhelma) sono stati occupati due giorni prima, cioè il 10 luglio.